# Filmographie de Charlie Chaplin

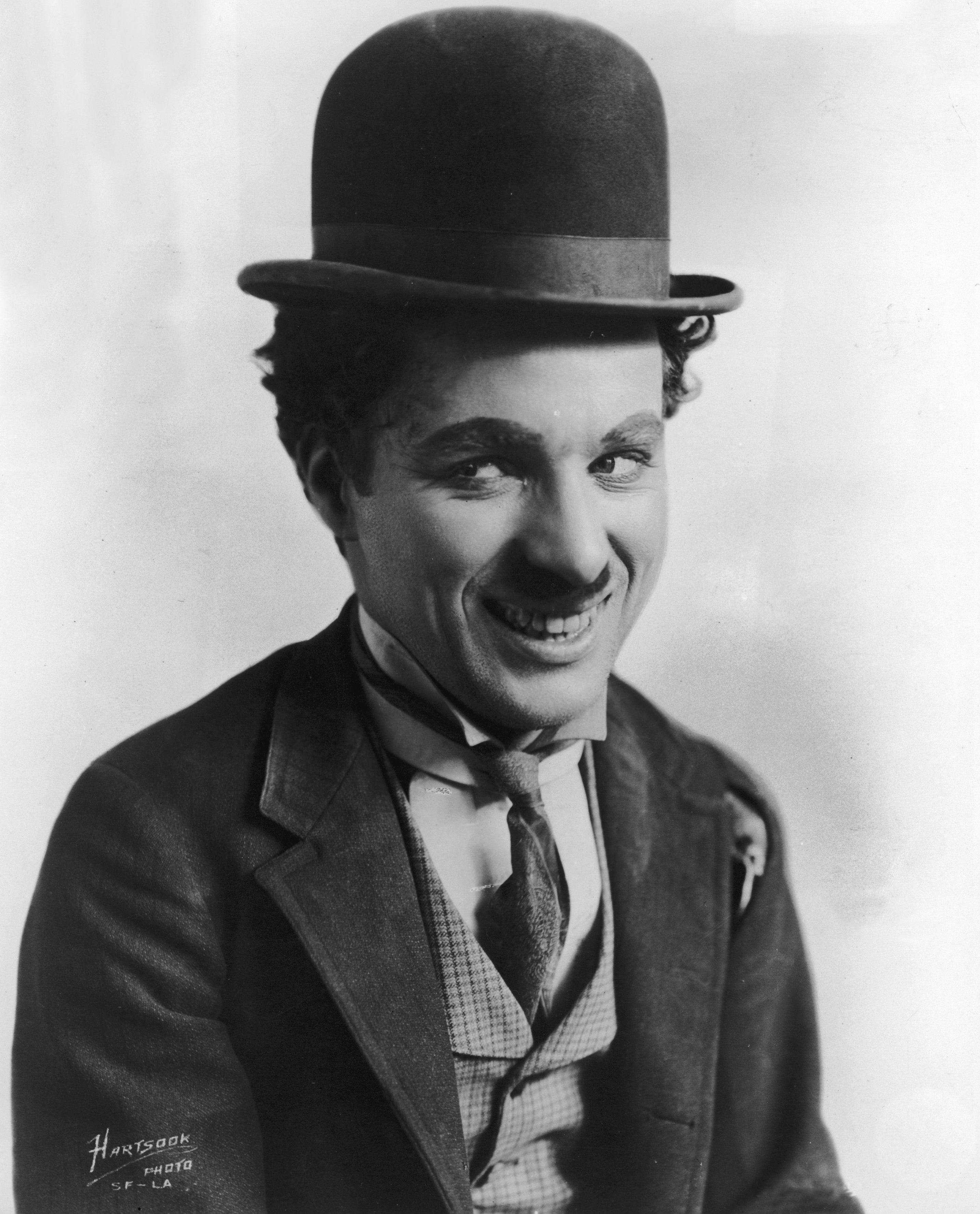
Charlie Chaplin sous les traits de son personnage Charlot.

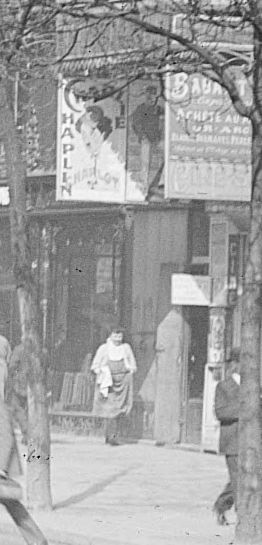
Publicité pour Charlie Chaplin à Paris sur les Grands boulevards en 1919.

Charlie Chaplin est un acteur, réalisateur, producteur, scénariste, écrivain, musicien et compositeur britannique dont la carrière s'étend de 1914 à 1967. Au cours de ses premières années d’activité, il s'imposa comme un symbole cinématographique international sous les traits de son fameux personnage Charlot. Dans les années 1910 puis les années 1920, il fut considéré comme la personne la plus célèbre du monde.
Chaplin est né à Londres et a commencé à jouer sur scène à l'âge de 9 ans. En 1913, alors qu'il est en tournée aux États-Unis avec la troupe de Fred Karno, il accepte de rejoindre le studio Keystone de Mack Sennett. Durant sa période à Keystone, Chaplin s'essaie à l'écriture et à la réalisation de certains des films dans lesquels il joue. En 1915, il signe pour The Essanay Film Manufacturing Company, avant de partir l'année suivante pour la Mutual Film Corporation.
En 1918, Chaplin commence à produire ses propres films, au départ à travers la First National, puis avec la United Artists, société qu'il a cofondée le 17 avril 1919 avec Mary Pickford, Douglas Fairbanks et D. W. Griffith.
À la fin des années 1940 et au début des années 1950, Chaplin est accusé d'être sympathisant communiste, ce qu'il réfute. En 1952, alors qu'il est en Angleterre pour l'avant-première de son film Les Feux de la rampe, son visa américain est annulé. Chaplin s'installe alors en Suisse, où il demeure jusqu'à sa mort en 1977. Pour les mêmes raisons, il réalise ses deux derniers films en Angleterre.
Au cours de sa carrière, Chaplin a été récompensé de trois Oscars. Lors de la première cérémonie des Oscars qui s'est tenue le 16 mai 1929, il remporte l'Oscar d'honneur « pour avoir joué, écrit, réalisé et produit Le Cirque »,. En 1972, après près de vingt ans d'absence, il retourne aux États-Unis pour recevoir un nouvel Oscar d'honneur, cette fois-ci « pour son influence sur la réalisation de films de son siècle ». L'année suivante, Chaplin est de nouveau récompensé, et reçoit l'Oscar de la meilleure musique de film en compagnie de Raymond Rasch et Larry Russell pour Les Feux de la rampe réalisé en 1952. Avant cette cérémonie, le film n'était jamais sorti dans la région de Los Angeles, et n'avait jamais été éligible aux Oscars. Chaplin fut également nommé en 1941 pour l'Oscar du meilleur acteur, l'Oscar du meilleur film et l'Oscar du meilleur scénario original pour Le Dictateur, ainsi qu'en 1948 pour l'Oscar du meilleur scénario original pour Monsieur Verdoux.
En 2010, cinq des films de Charlie Chaplin font partie de la National Film Registry : L'Émigrant (1917), La Ruée vers l'or (1925), Les Lumières de la ville (1931), Les Temps modernes (1936) et Le Dictateur (1940). Dans cette liste figure également le film Mirages (1928), dans lequel Chaplin apparaît en caméo non crédité. En 2011, Le Kid (1921) est ajouté au National Film Registry.
Pour l'ensemble de son œuvre cinématographique, Charlie Chaplin a son étoile sur le Hollywood Walk of Fame.

## Films officiels
En 1964, Chaplin rédige sa filmographie officielle à l'occasion de la sortie de son livre Histoire de ma vie. La filmographie est alors constituée de 80 films sortis depuis 1914. Par la suite, dans sa biographie Chaplin, sa vie, son art paru en 1985, David Robinson ajoute le dernier film de Chaplin La Comtesse de Hong-Kong (1967) qui figure alors comme le 81e de la liste. En 2010, un 82e film est ajouté : il s'agit de La Course au voleur (A Thief Catcher), un film de la période Keystone considéré jusqu'alors comme perdu.
Tous les films de Chaplin jusque Le Cirque inclus sont des films muets, bien que des bandes sonores aient été rajoutées plus tard sur certains d'entre eux. Les Lumières de la ville (1931) et Les Temps modernes (1936) sont essentiellement muets, mais possèdent des bandes sonores constituées de musique, de bruitages et de séquences parlées pour le second. Les cinq derniers films de Chaplin sont des films parlants. Hormis La Comtesse de Hong-Kong, tous les films de Chaplin furent tournés au format 35 mm en noir et blanc.
Sauf autre référence, les dates de sortie, le nom des personnages et les notes présentées ici sont issues de l'autobiographie de Chaplin, du livre de David Robinson et de The Films of Charlie Chaplin (1965) de Gerald D. McDonald, Michael Conway, et Mark Ricci.

### Keystone (1914)
Chaplin apparaît dans trente-six films du studio Keystone, tous produits par Mack Sennett. Sauf mention contraire, la longueur de ces films est d'une bobine (environ 12 minutes).
| Date de sortie    | Titre                                                               | Crédité en tant que | Crédité en tant que | Crédité en tant que | Crédité en tant que | Crédité en tant que                             | Notes |
| Date de sortie    | Titre                                                               | Compositeur         | Producteur          | Scénariste          | Réalisateur         | Acteur                                          | Notes |
| ----------------- | ------------------------------------------------------------------- | ------------------- | ------------------- | ------------------- | ------------------- | ----------------------------------------------- | --- |
| 2 février 1914    | Pour gagner sa vie (Making a Living)                                |                     |                     |                     |                     | Dandy                                           | |
| 7 février 1914    | Charlot est content de lui (Kid Auto Races at Venice)               |                     |                     |                     |                     | Vagabond                                        | Sorti sur la même bobine que le film éducatif Olives and their Oils Première apparition du personnage de Charlot |
| 9 février 1914    | L'Étrange Aventure de Mabel (Mabel's Strange Predicament)           |                     |                     |                     |                     | Vagabond                                        | |
| 19 février 1914   | La Course au voleur (A Thief Catcher)                               |                     |                     |                     |                     | Un policier                                     | Film découvert en 2010                                                                                           |
| 28 février 1914   | Charlot et le Parapluie (Between Showers)                           |                     |                     |                     |                     | Vagabond                                        | |
| 2 mars 1914       | Charlot fait du cinéma (A Film Johnnie)                             |                     |                     |                     |                     | Amateur de cinéma                               | |
| 9 mars 1914       | Charlot danseur (Tango Tangles)                                     |                     |                     |                     |                     | Danseur ivre                                    | |
| 16 mars 1914      | Charlot entre le bar et l'amour (His Favorite Pastime)              |                     |                     |                     |                     | Ivrogne                                         | |
| 26 mars 1914      | Charlot marquis (Cruel, Cruel Love)                                 |                     |                     |                     |                     | Lord Helpus                                     | |
| 4 avril 1914      | Charlot aime la patronne (The Star Boarder)                         |                     |                     |                     |                     | Pensionnaire favori                             | |
| 18 avril 1914     | Mabel au volant (Mabel at the Wheel)                                |                     |                     |                     |                     | Méchant                                         | Deux bobines |
| 20 avril 1914     | Charlot et le Chronomètre (Twenty Minutes of Love)                  |                     |                     | Oui                 | Oui                 | Vagabond                                        | |
| 27 avril 1914     | Charlot garçon de café (Caught in a Cabaret)                        |                     |                     |                     |                     | Serveur                                         | Deux bobines Coécrit avec Mabel Normand                                                                          |
| 4 mai 1914        | Un béguin de Charlot (Caught in the Rain)                           |                     |                     | Oui                 | Oui                 | Client ivre                                     | |
| 7 mai 1914        | Madame Charlot (A Busy Day)                                         |                     |                     | Oui                 |                     | Femme acariâtre                                 | Sorti sur la même bobine que le film éducatif The Morning Papers                                                 |
| 1er juin 1914     | Le Maillet de Charlot (The Fatal Mallet)                            |                     |                     |                     |                     | Un des prétendants                              | |
| 4 juin 1914       | Le Flirt de Mabel (Her Friend the Bandit)                           |                     |                     |                     | Oui                 | Bandit                                          | Le seul film perduconnu de Chaplin Coréalisé avec Mabel Normand                                                  |
| 11 juin 1914      | Charlot et Fatty dans le ring (The Knockout)                        |                     |                     |                     |                     | Arbitre                                         | Deux bobines |
| 13 juin 1914      | Charlot et les Saucisses (Mabel's Busy Day)                         |                     |                     |                     |                     | Ivrogne affamé                                  | |
| 20 juin 1914      | Charlot et le Mannequin (Mabel's Married Life)                      |                     |                     | Oui                 | Oui                 | Mari de Mabel                                   | Coécrit avec Mabel Normand                                                                                       |
| 9 juillet 1914    | Charlot dentiste (Laughing Gas)                                     |                     |                     | Oui                 | Oui                 | Assistant                                       | |
| 1er août 1914     | Charlot garçon de théâtre (The Property Man)                        |                     |                     | Oui                 | Oui                 | Accessoiriste                                   | Deux bobines |
| 10 août 1914      | Charlot artiste peintre (The Face on the Bar Room Floor)            |                     |                     | Oui                 | Oui                 | Artiste                                         | Adaptation du poème The Face on the Barroom Floor de Hugh Antoine d'Arcy                                         |
| 13 août 1914      | Fièvre printanière (Recreation)                                     |                     |                     | Oui                 | Oui                 | Vagabond                                        | Sorti sur la même bobine que le court-métrage The Yosemite                                                       |
| 27 août 1914      | Charlot grande coquette (The Masquerader)                           |                     |                     | Oui                 | Oui                 | Acteur                                          | |
| 31 août 1914      | Charlot garde-malade (His New Profession)                           |                     |                     | Oui                 | Oui                 | Vagabond                                        | |
| 7 septembre 1914  | Charlot et Fatty font la bombe (The Rounders)                       |                     |                     | Oui                 | Oui                 | un des deux ivrognes                            | |
| 24 septembre 1914 | Charlot concierge (The New Janitor)                                 |                     |                     | Oui                 | Oui                 | Concierge                                       | |
| 10 octobre 1914   | Charlot rival d'amour (Those Love Pangs)                            |                     |                     | Oui                 | Oui                 | Prétendant                                      | |
| 26 octobre 1914   | Charlot mitron (Dough and Dynamite)                                 |                     |                     | Oui                 | Oui                 | Serveur                                         | Deux bobines Coécrit avec Mack Sennett                                                                           |
| 29 octobre 1914   | Charlot et Mabel aux courses (Gentlemen of Nerve)                   |                     |                     | Oui                 | Oui                 | M. Wow Wow                                      | |
| 7 novembre 1914   | Charlot déménageur (His Musical Career)                             |                     |                     | Oui                 | Oui                 | Déménageur de pianos                            | |
| 9 novembre 1914   | Charlot papa (His Trysting Places)                                  |                     |                     | Oui                 | Oui                 | Mari                                            | Deux bobines |
| 5 décembre 1914   | Charlot et Mabel en promenade (Getting Acquainted)                  |                     |                     | Oui                 | Oui                 | Épouse                                          | |
| 7 décembre 1914   | Charlot nudiste (His Prehistoric Past)                              |                     |                     | Oui                 | Oui                 | Charlot rêvant qu'il est un homme préhistorique | Deux bobines |
| 21 décembre 1914  | Le Roman comique de Charlot et Lolotte (Tillie's Punctured Romance) |                     |                     |                     |                     | Citadin                                         | Six bobines Adaptation de la pièce Tille's Nightmare de A. Baldwin Sloane et Edgar Smith                         |

### Essanay (1915 - 1916)
Chaplin a écrit, réalisé et joué dans quinze films pour les studios Essanay, tous produits par Jess Robbins. Sauf mention contraire, la longueur de ces films est de deux bobines.
| Date de sortie   | Titre                                       | Crédité en tant que | Crédité en tant que | Crédité en tant que | Crédité en tant que | Crédité en tant que  | Notes |
| Date de sortie   | Titre                                       | Compositeur         | Producteur          | Scénariste          | Réalisateur         | Acteur               | Notes |
| ---------------- | ------------------------------------------- | ------------------- | ------------------- | ------------------- | ------------------- | -------------------- | --- |
| 1er février 1915 | Charlot débute (His New Job)                |                     |                     | Oui                 | Oui                 | Figurant             | |
| 15 février 1915  | Charlot fait la noce (A Night Out)          |                     |                     | Oui                 | Oui                 | Fêtard               | Ce film marque les débuts d'Edna Purviance au cinéma |
| 11 mars 1915     | Charlot boxeur (The Champion)               |                     |                     | Oui                 | Oui                 | Apprenti-boxeur      | |
| 18 mars 1915     | Charlot dans le parc (In the Park)          |                     |                     | Oui                 | Oui                 | Charlot              | Une bobine |
| 1er avril 1915   | Charlot veut se marier (A Jitney Elopement) |                     |                     | Oui                 | Oui                 | Faux Comte           | |
| 12 avril 1915    | Le Vagabond (The Tramp)                     |                     |                     | Oui                 | Oui                 | Vagabond             | |
| 29 avril 1915    | Charlot à la plage (By the Sea)             |                     |                     | Oui                 | Oui                 | Badaud               | Une bobine |
| 21 juin 1915     | Charlot apprenti (Work)                     |                     |                     | Oui                 | Oui                 | Apprenti-décorateur  | |
| 12 juillet 1915  | Mam'zelle Charlot (A Woman)                 |                     |                     | Oui                 | Oui                 | Charlot / "La Femme" | |
| 9 août 1915      | Charlot garçon de banque (The Bank)         |                     |                     | Oui                 | Oui                 | Concierge            | |
| 4 octobre 1915   | Charlot marin (Shanghaied)                  |                     |                     | Oui                 | Oui                 | Charlot              | |
| 20 novembre 1915 | Charlot au music-hall (A Night in the Show) |                     |                     | Oui                 | Oui                 | M. Pest et M. Rowdy  | |
| 18 décembre 1915 | Charlot joue Carmen (Burlesque on 'Carmen') |                     |                     | Oui                 | Oui                 | Darn Hosiery         | Ressorti le 22 avril 1916 dans une version de Leo White non autorisée de quatre bobines, comprenant de nouveaux plans.                                                                         |
| 27 mai 1916      | Charlot cambrioleur (Police)                |                     |                     | Oui                 | Oui                 | Ex-détenu            | |
| 11 août 1918     | Les Avatars de Charlot (Triple Trouble)     |                     |                     | Oui                 | Oui                 | Concierge            | Montage de Leo White de scènes issues de Charlot cambrioleur et Charlot apprenti, ainsi que quelques scènes originales. Chaplin inclut cette œuvre dans la filmographie de son autobiographie. |

### Mutual (1916 - 1917)
Chaplin a écrit, produit, réalisé et joué dans douze films pour la Mutual Film Corporation, qui créa la Lone Star Corporation exclusivement pour les films de Chaplin. Sauf mention contraire, la longueur de ces films est de deux bobines.
| Date de sortie   | Titre                                       | Crédité en tant que | Crédité en tant que | Crédité en tant que | Crédité en tant que | Crédité en tant que            | Notes                                      |
| Date de sortie   | Titre                                       | Compositeur         | Producteur          | Scénariste          | Réalisateur         | Acteur                         | Notes                                      |
| ---------------- | ------------------------------------------- | ------------------- | ------------------- | ------------------- | ------------------- | ------------------------------ | ------------------------------------------ |
| 15 mai 1916      | Charlot chef de rayon (The Floorwalker)     |                     | Oui                 | Oui                 | Oui                 | Client fauché                  | Coécrit avec Vincent Bryan                 |
| 12 juin 1916     | Charlot pompier (The Fireman)               |                     | Oui                 | Oui                 | Oui                 | Pompier                        | Coécrit avec Vincent Bryan                 |
| 10 juillet 1916  | Charlot musicien (The Vagabond)             |                     | Oui                 | Oui                 | Oui                 | Musicien de rue                | Coécrit avec Vincent Bryan                 |
| 7 août 1916      | Charlot rentre tard (One A.M.)              |                     | Oui                 | Oui                 | Oui                 | Ivrogne                        |                                            |
| 4 septembre 1916 | Charlot et le Comte (The Count)             |                     | Oui                 | Oui                 | Oui                 | Apprenti-tailleur              |                                            |
| 2 octobre 1916   | Charlot usurier (The Pawnshop)              |                     | Oui                 | Oui                 | Oui                 | Assistant du prêteur           |                                            |
| 13 novembre 1916 | Charlot fait du ciné (Behind the Screen)    |                     | Oui                 | Oui                 | Oui                 | Accessoiriste-assistant        |                                            |
| 4 décembre 1916  | Charlot patine (The Rink)                   |                     | Oui                 | Oui                 | Oui                 | Serveur / Patineur             |                                            |
| 22 janvier 1917  | Charlot policeman (Easy Street)             |                     | Oui                 | Oui                 | Oui                 | Vagabond enrôlé dans la police |                                            |
| 16 avril 1917    | Charlot fait une cure (The Cure)            |                     | Oui                 | Oui                 | Oui                 | Gentleman alcoolique au spa    |                                            |
| 17 juin 1917     | Charlot voyage / L'Émigrant (The Immigrant) |                     | Oui                 | Oui                 | Oui                 | Émigrant                       | Ajouté à la National Film Registry en 1998 |
| 22 octobre 1917  | Charlot s'évade (The Adventurer)            |                     | Oui                 | Oui                 | Oui                 | Évadé                          |                                            |

### First National (1918 - 1923)
Chaplin a écrit, produit, réalisé et joué dans neuf films pour sa propre société de production entre 1918 et 1923. Ces films furent distribués par la First National,
| Date de sortie    | Titre                                        | Crédité en tant que | Crédité en tant que | Crédité en tant que | Crédité en tant que | Crédité en tant que | Notes                                                                 |
| Date de sortie    | Titre                                        | Compositeur         | Producteur          | Scénariste          | Réalisateur         | Acteur              | Notes                                                                 |
| ----------------- | -------------------------------------------- | ------------------- | ------------------- | ------------------- | ------------------- | ------------------- | --------------------------------------------------------------------- |
| 14 avril 1918     | Une vie de chien (A Dog's Life)              | Oui                 | Oui                 | Oui                 | Oui                 | Vagabond            | Trois bobines Musique composée pour la compilation The Chaplin Revue  |
| 29 septembre 1918 | The Bond                                     |                     | Oui                 | Oui                 | Oui                 | Vagabond            | Une-demi bobine Avec son frère Sydney                                 |
| 20 octobre 1918   | Charlot soldat (Shoulder Arms)               | Oui                 | Oui                 | Oui                 | Oui                 | Recrue              | Trois bobines Musique composée pour la compilation The Chaplin Revue  |
| 15 mai 1919       | Une idylle aux champs (Sunnyside)            | Oui                 | Oui                 | Oui                 | Oui                 | Homme à tout faire  | Trois bobines                                                         |
| 15 décembre 1919  | Une journée de plaisir (A Day's Pleasure)    |                     | Oui                 | Oui                 | Oui                 | Père                | Deux bobines                                                          |
| 6 février 1921    | Le Kid (The Kid)                             | Oui                 | Oui                 | Oui                 | Oui                 | Vagabond            | Six bobines                                                           |
| 25 septembre 1921 | Charlot et le Masque de fer (The Idle Class) |                     | Oui                 | Oui                 | Oui                 | Vagabond / Mari     | Deux bobines                                                          |
| 2 avril 1922      | Jour de paye (Pay Day)                       |                     | Oui                 | Oui                 | Oui                 | Ouvrier             | Deux bobines                                                          |
| 26 février 1923   | Le Pèlerin (The Pilgrim)                     | Oui                 | Oui                 | Oui                 | Oui                 | Évadé               | Quatre bobines Musique composée pour la compilation The Chaplin Revue |

### United Artists (1923 - 1952)
Entre 1923 et 1952, Chaplin a écrit, produit, réalisé et distribué huit films à travers la United Artists, dont il est le cofondateur. Il joue également dans ces films, à l'exception de L'Opinion publique (A Woman of Paris) dans lequel il apparaît néanmoins en caméo. À partir de cette époque, tous ses films sont des longs métrages.
| Date de sortie    | Titre                                  | Crédité en tant que | Crédité en tant que | Crédité en tant que | Crédité en tant que | Crédité en tant que      | Notes |
| Date de sortie    | Titre                                  | Compositeur         | Producteur          | Scénariste          | Réalisateur         | Acteur                   | Notes |
| ----------------- | -------------------------------------- | ------------------- | ------------------- | ------------------- | ------------------- | ------------------------ | --- |
| 26 septembre 1923 | L'Opinion publique (A Woman of Paris)  | Oui                 | Oui                 | Oui                 | Oui                 | Portier                  | Musique composée pour la réédition de 1976 Chaplin apparaît en caméo |
| 26 juin 1925      | La Ruée vers l'or (The Gold Rush)      | Oui                 | Oui                 | Oui                 | Oui                 | Prospecteur solitaire    | Musique composée pour la réédition de 1942 Ajouté à la National Film Registry en 1992 |
| 6 janvier 1928    | Le Cirque (The Circus)                 | Oui                 | Oui                 | Oui                 | Oui                 | Vagabond                 | Musique composée pour la réédition de 1970 |
| 6 février 1931    | Les Lumières de la ville (City Lights) | Oui                 | Oui                 | Oui                 | Oui                 | Vagabond                 | Ajouté à la National Film Registry en 1991 |
| 5 février 1936    | Les Temps modernes (Modern Times)      | Oui                 | Oui                 | Oui                 | Oui                 | Un travailleur           | Ajouté à la National Film Registry en 1989 |
| 15 octobre 1940   | Le Dictateur (The Great Dictator)      | Oui                 | Oui                 | Oui                 | Oui                 | Adenoïd Hynkel / Barbier | Ajouté à la National Film Registry en 1997 Nommé à l'Oscar du meilleur acteur Nommé à l'Oscar du meilleur scénario original                                                                                                   |
| 11 avril 1947     | Monsieur Verdoux                       | Oui                 | Oui                 | Oui                 | Oui                 | Monsieur Henri Verdoux   | Basé sur une idée d'Orson Welles Nommé à l'Oscar du meilleur scénario original |
| 16 octobre 1952   | Les Feux de la rampe (Limelight)       | Oui                 | Oui                 | Oui                 | Oui                 | Calvero                  | Retiré des écrans américains peu après sa sortie, lorsque Chaplin fut expulsé des États Unis. Oscar de la meilleure musique de film (récompensé en 1973 quand le film fut autorisé à Los Angeles et donc éligible aux Oscars) |

### Productions britanniques
En 1952, alors qu'il est en voyage en Angleterre pour l'avant-première de son film Les Feux de la rampe, Chaplin apprend que son visa de retour aux États-Unis est refusé. En conséquence, ses deux derniers films ont été produits et réalisés en Angleterre.
| Date de sortie    | Titre                                                | Crédité en tant que | Crédité en tant que | Crédité en tant que | Crédité en tant que | Crédité en tant que | Notes |
| Date de sortie    | Titre                                                | Compositeur         | Producteur          | Scénariste          | Réalisateur         | Acteur              | Notes |
| ----------------- | ---------------------------------------------------- | ------------------- | ------------------- | ------------------- | ------------------- | ------------------- | --- |
| 12 septembre 1957 | Un roi à New York (A King in New York)               | Oui                 | Oui                 | Oui                 | Oui                 | Roi Shahdov         | Produit par Attica-Archway Jusqu'en 1967 le film n'est pas distribué aux États-Unis                                   |
| 5 janvier 1967    | La Comtesse de Hong-Kong (A Countess from Hong Kong) | Oui                 |                     | Oui                 | Oui                 | Un vieil intendant  | Une production Universal Production en Panavision et Technicolor Produit par Jerome Epstein Chaplin apparaît en caméo |

## Apparitions dans d'autres films
En plus de ses quatre-vingt-deux films officiels, Chaplin est crédité de plusieurs travaux inachevés. Il fit également quelques caméos et apparaît dans plusieurs compilations de films.

### Films inachevés ou jamais sortis
| Année       | Titre              | Crédité en tant que | Crédité en tant que | Crédité en tant que | Crédité en tant que | Crédité en tant que | Notes |
| Année       | Titre              | Compositeur         | Producteur          | Scénariste          | Réalisateur         | Acteur              | Notes |
| ----------- | ------------------ | ------------------- | ------------------- | ------------------- | ------------------- | ------------------- | --- |
| 1915 - 1916 | Life               |                     | Oui                 | Oui                 | Oui                 |                     | Inachevé, mais des séquences sont utilisées dans The Essanay-Chaplin Revue (voir ci-dessous)                                                  |
| 1918        | How to Make Movies |                     | Oui                 | Oui                 | Oui                 | Lui-même            | Jamais monté, mais des séquences sont utilisées dans The Chaplin Revue (voir ci-dessous) Reconstitué en 1981 par Kevin Brownlow et David Gill |
| 1918        | (sans titre)       |                     | Oui                 | Oui                 | Oui                 | Lui-même            | Film de charité Avec Harry Lauder |
| 1919        | The Professor      |                     | Oui                 | Oui                 | Oui                 | Professeur Bosco    | Planifié en deux bobines, mais jamais achevé                                                                                                  |
| c.1922      | Nice and Friendly  |                     | Oui                 | Oui                 | Oui                 | Méchant             | Sketch improvisé |
| 1926        | A Woman of the Sea |                     | Oui                 |                     |                     |                     | Achevé mais jamais sorti Chaplin a fait brûler les négatifs le 24 juin 1933                                                                   |
| 1933        | All at Sea         |                     |                     |                     |                     | Lui-même            | Un film amateur de 18 minutes tourné par Alistair Cooke sur le bateau de Chaplin, Panacea, présentant Cooke avec Chaplin et Paulette Goddard  |
| 1966 - 1975 | The Freak          |                     |                     | Oui                 |                     |                     | Inachevé Prévu pour la fille de Chaplin, Victoria                                                                                             |

### Autres films
- 1926 : Camille court métrage de 33 minutes de Ralph Barton : Rôle de Mike

### Compilations
Essanay a produit trois compilations sans l'accord de Chaplin, qui a engagé des poursuites judiciaires. Chaplin a produit ses propres compilations en 1959 et participa à la création d'une autre en 1975.
| Date de sortie    | Titre                       | Crédité en tant que | Crédité en tant que | Crédité en tant que | Crédité en tant que | Crédité en tant que                  | Notes |
| Date de sortie    | Titre                       | Compositeur         | Producteur          | Scénariste          | Réalisateur         | Acteur                               | Notes |
| ----------------- | --------------------------- | ------------------- | ------------------- | ------------------- | ------------------- | ------------------------------------ | --- |
| 31 mars 1915      | Introducing Charlie Chaplin |                     |                     |                     |                     |                                      | Film promotionnel utilisé comme prologue aux films de Chaplin                                                                                |
| 23 septembre 1916 | The Essanay-Chaplin Revue   |                     |                     | Oui                 | Oui                 | Ex-détenu                            | Compilée par Leo White à partir de séquences de Charlot cambrioleur et Life, ainsi que d'images tournées par White Non autorisée par Chaplin |
| 1916              | Zepped                      |                     |                     |                     |                     |                                      | Une pièce de propagande dont une bobine de sept minutes fut découverte en 2009                                                               |
| mai 1918          | Chase Me Charlie            |                     |                     | Oui                 | Oui                 |                                      | Un montage de sept bobines de Essanay, édité par Langford Reed. Sortie en Angleterre Non autorisée par Chaplin                               |
| 25 septembre 1959 | The Chaplin Revue           | Oui                 | Oui                 | Oui                 | Oui                 | Vagabond / Recrue / Évadé / Lui-même | Compilée à partir de Une vie de chien, Charlot soldat, Le Pèlerin, et How to Make Movies                                                     |
| 1975              | The Gentleman Tramp         |                     |                     |                     |                     |                                      | Une compilation documentaire comprenant de nouvelles scènes de Chaplin dans sa maison en Suisse                                              |

### Caméos
En plus de ses productions L'Opinion publique (1923) et La Comtesse de Hong-Kong (1967), Chaplin joue son propre rôle sous la forme de caméos dans les films suivants :
| Date de sortie   | Titre            | Notes |
| ---------------- | ---------------- | --- |
| 7 mai 1915       | His Regeneration | |
| 6 mars 1921      | The Nut          | Chaplin n'apparaît pas sur les séquences conservées, seulement une séquence encore existante présente un acteur inconnu déguisé en Charlot |
| 27 mars 1923     | Âmes à vendre    | Sur le tournage de L'Opinion publique |
| 19 août 1923     | Hollywood        | Film perdu |
| 11 novembre 1928 | Mirages          | Ajouté à la National Film Registry en 2003                                                                                                 |

## Addendum

### Cartoons
Chaplin « apparaît » dans les cartoons suivants :
| Date de sortie   | Titre                                 | Série         |
| ---------------- | ------------------------------------- | ------------- |
| 15 juillet 1923  | Félix à Hollywood                     | Félix le Chat |
| 1er juillet 1933 | Mickey's Gala Premier                 | Mickey Mouse  |
| 4 janvier 1936   | L'Équipe de Polo (Mickey's Polo Team) | Mickey Mouse  |

### Films dramatiques sur Charlie Chaplin
La vie de Chaplin a été dramatisée dans les films suivants :
| Année             | Titre                                                     | Acteur incarnant Chaplin |
| ----------------- | --------------------------------------------------------- | ------------------------ |
| 10 décembre 1984  | Cotton Club                                               | Gregory Rozakis          |
| 1989              | Young Charlie Chaplin (série TV de la BBC en six parties) | Joe Geary                |
| 18 décembre 1992  | Chaplin                                                   | Robert Downey, Jr.       |
| 19 septembre 2001 | Un parfum de meurtre (The Cat's Meow)                     | Eddie Izzard             |